# Červeňany
Červeňany (in ungherese Veres, in tedesco Wersch) è un comune della Slovacchia facente parte del distretto di Veľký Krtíš, nella regione di Banská Bystrica.

## Storia
Il villaggio fu menzionato per la prima volta nel 1345 con il nome di Verus. Appartenne alla Signoria di Divín.